# Музей історії сільського господарства Волині
Музей історії сільського господарства Волині — етнографічний музей і скансен в смт Рокині, розташованому за 12 км від Луцька (Волинська область).

## Історія
Ініціатором і засновником музею, а також Рокинівського дендропарку був Петро Теслюк, колишній директор Волинської сільськогосподарської дослідної станції. Зусиллями історика і краєзнавця Олександра Середюка та ентузіастів упродовж 1977—1979 років було здійснено низку туристично-краєзнавчих походів і розкопок, мандрівок, зустрічей із старожилами краю. Музей відкрився у 1979 році з експозицією, розміщеною у 8-и залах музею, що відображає історію волинського села, розвиток сільського господарства Волині в різні періоди, природу і екологію краю. Після здобуття Україною незалежності один з розділів експозиції було присвячено цьому періоду української державності.
У 1989 році на території Рокинівського дендропарку було засновано скансен, куди переносилися чи відтворювалися на місці споруди житлового, господарського і присадибного дерев'яного будівництва українського села. Переважно це споруди XIX століття: вітряк, дводільна хата, хлів, клуня, баня, льох, курна хата, стодола та ін. Побудова експозиції просто неба розпочалася в 1990 році. Генеральний план побудови експозиції розробив архітектор Ростислав Метельницький.
У 2017 пожежа пошкодила дводільну хату, котру невдовзі було відновлено. Наприкінці того ж року в скансені відтворено частину козацької січі. У травні 2020 року напередодні Міжнародного дня музеїв реставрували та відкрили новий екскурсійний об’єкт експозиції просто неба – «Козацький зимівник». З 2021 музей почасти перебуває у власності Луцької міської територіальної громади, почасти лишається у мажоритарній власності Олександра Середюка.

## Експозиція
Стаціонарна експозиція, розташована в окремій споруді, займає 8 залів, розповідає про історію волинського села, розвиток сільського господарства Волині в різні періоди, про природу і екологію краю. Один з розділів експозиції присвячений історії української державності.
Скансен має вигляд вулички невеликого волинського села XIX століття. В експозиції просто неба представлені декілька типових волинських садиб, навколо яких створені селянські двори з клунями, хлівами, криницями й тинами, є кузня та невелика дерев'яна церква (каплиця). Частина споруд була перевезена з сіл Волині: 2 садиби з с. Березовичі Володимир-Волинського району, садибу з с. Комарове Маневицького району, вітряк с. Четвертня Маневицького району. В спорудах відтворюється народна обрядовість і проводяться освітні заходи, пов'язані з традиційними українськими ремеслами.
Дерев'яна капличка на території музею зведена у 2000 році за кресленнями каплиці в с. Жадень (Рівненська область), освячена на честь Вознесіння Господнього.
При вході до музею у 2012 році встановлено пам’ятник козаку Мамаю.

## Галерея

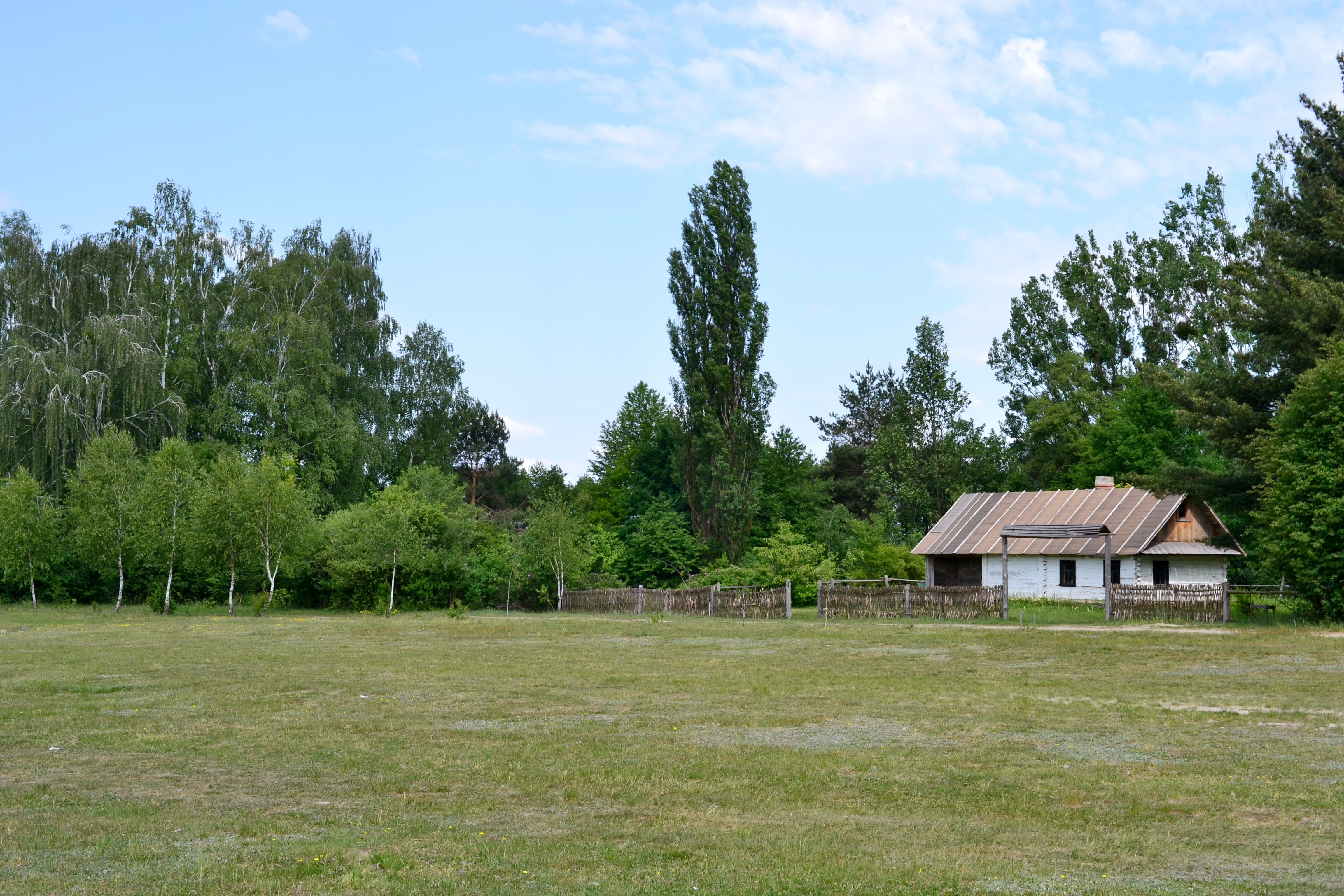
Частина скансену
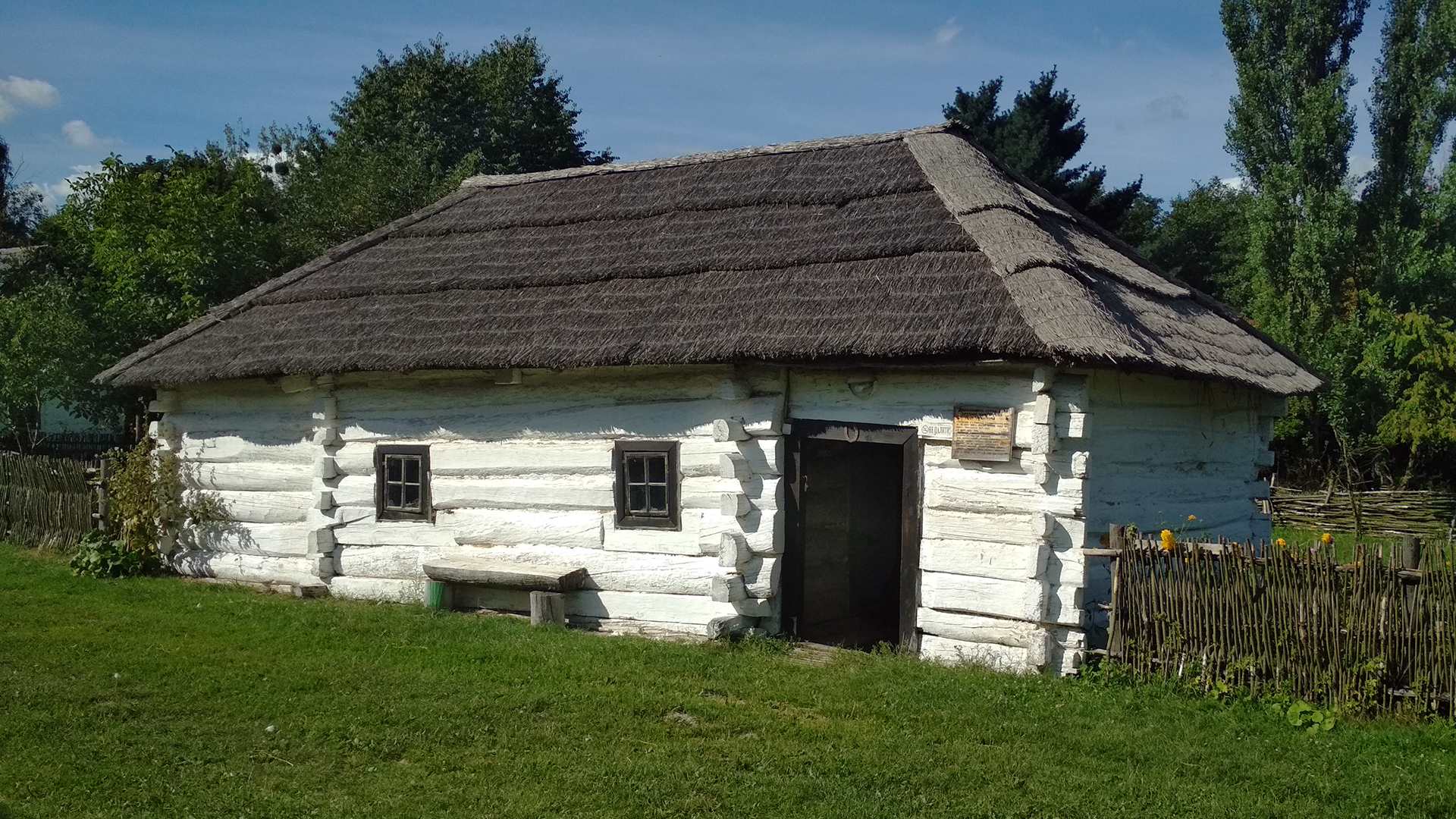
Курна хата XIX століття
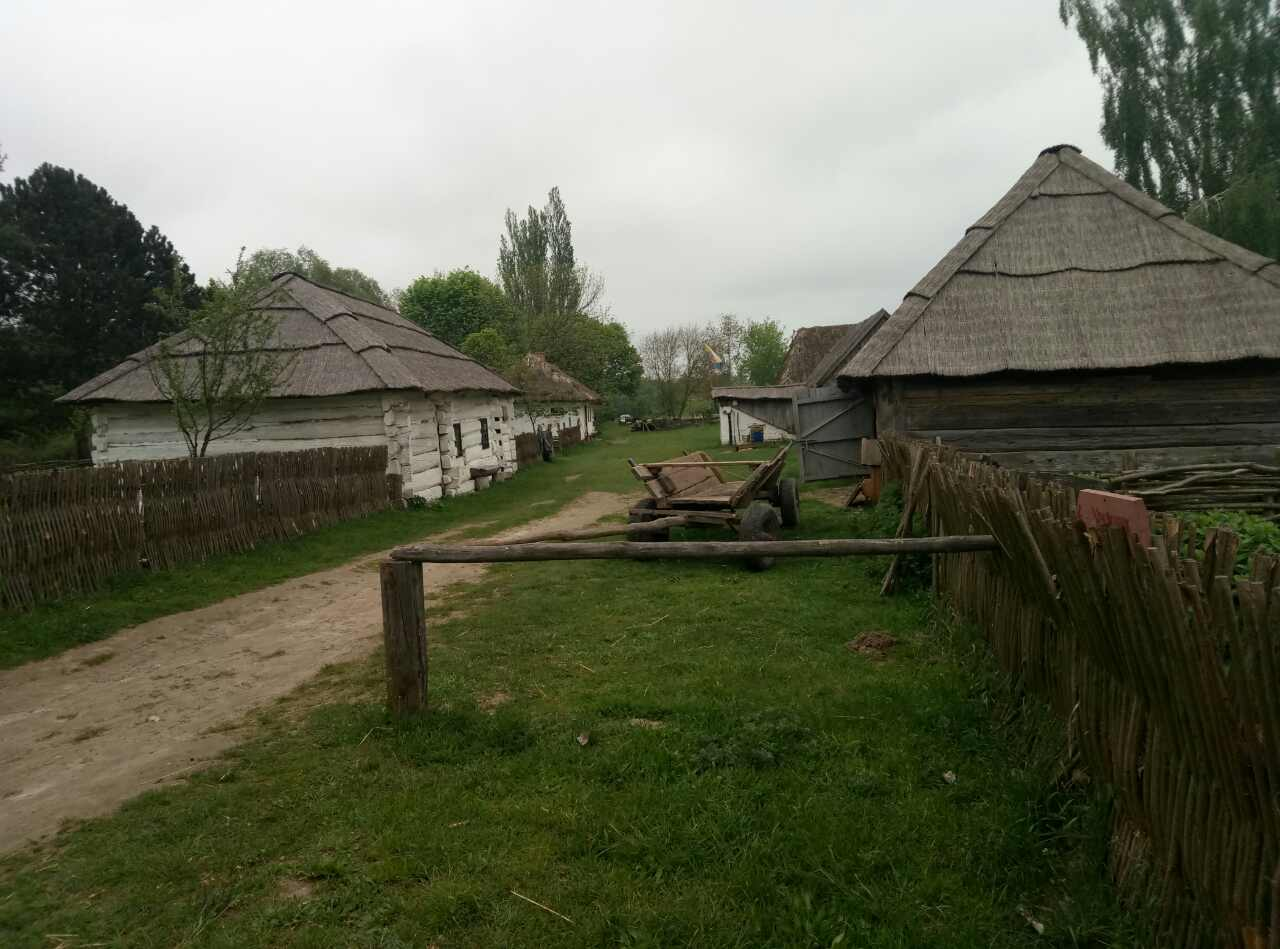
Відтворена вулиця українського села
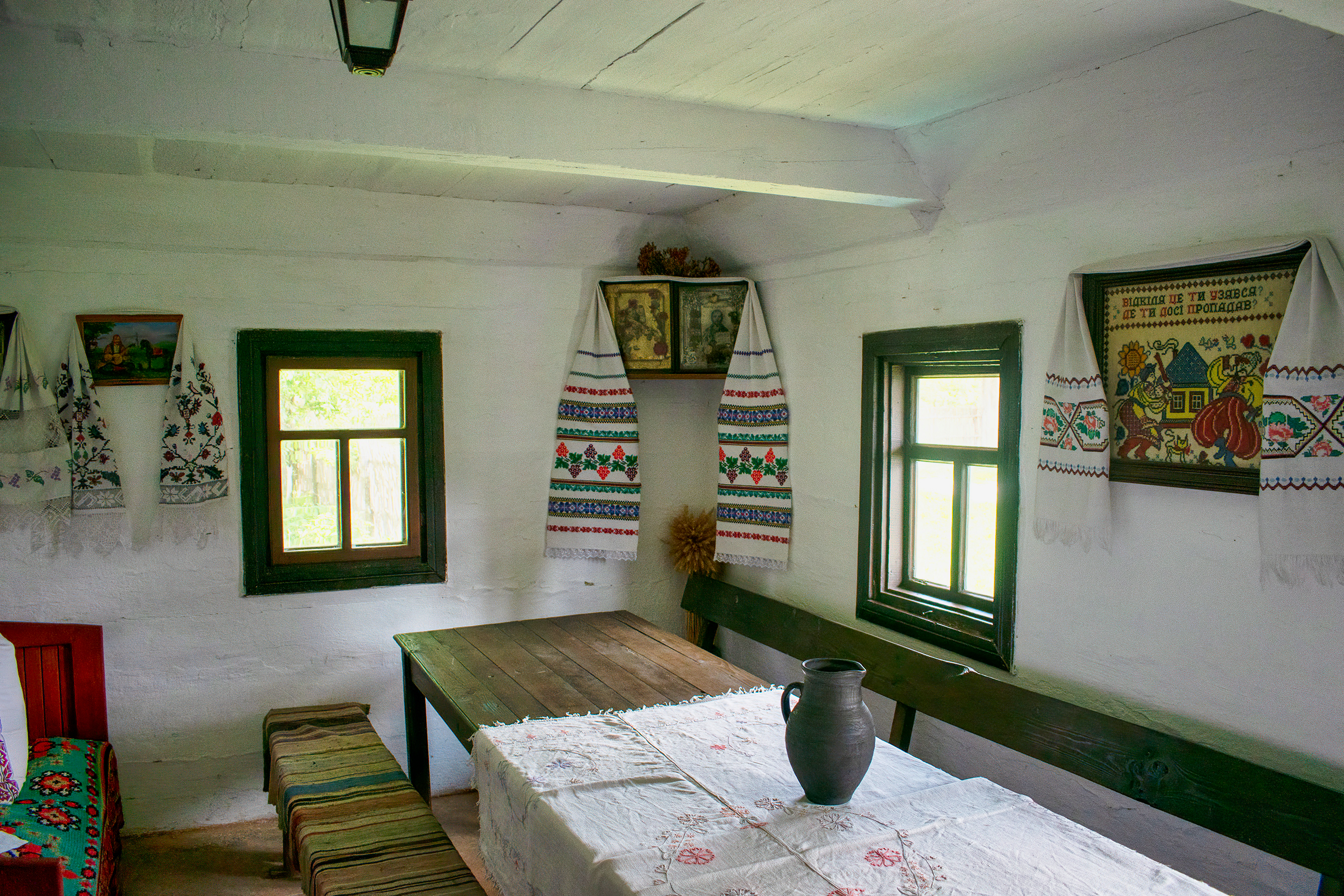
Інтер'єр поліської дводільної хати початку XX століття
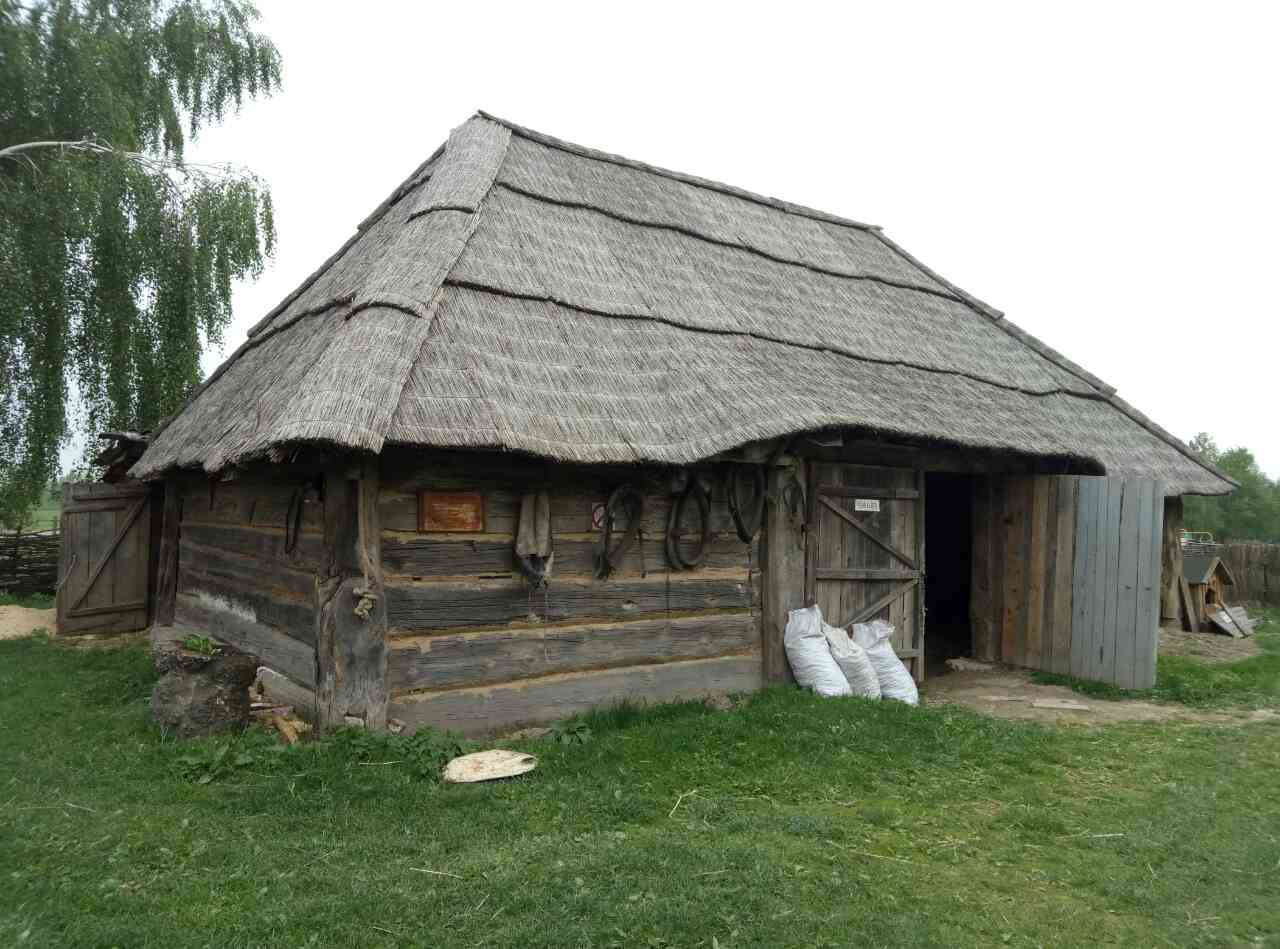
Клуня
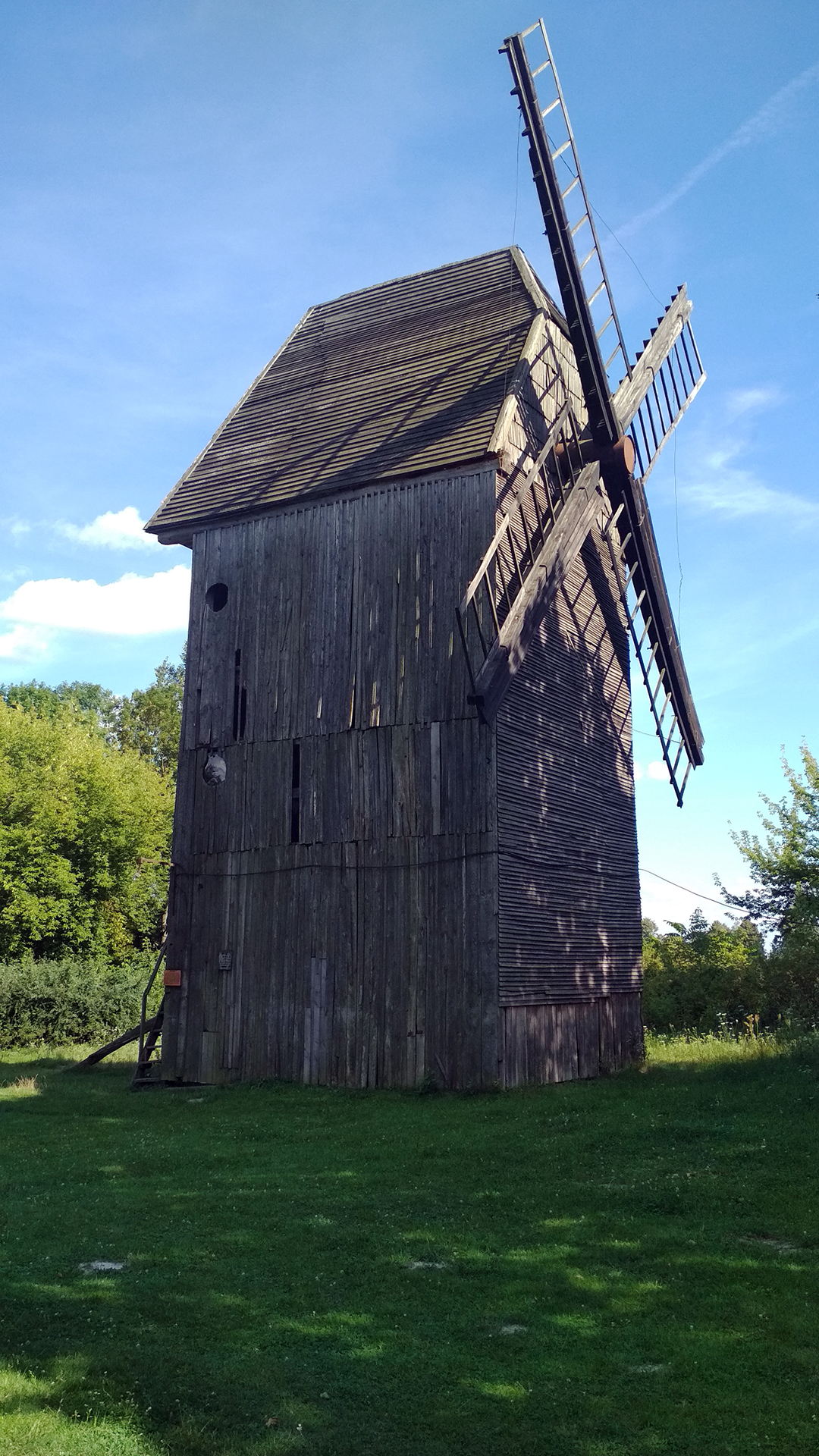
Вітряк кінця XIX століття
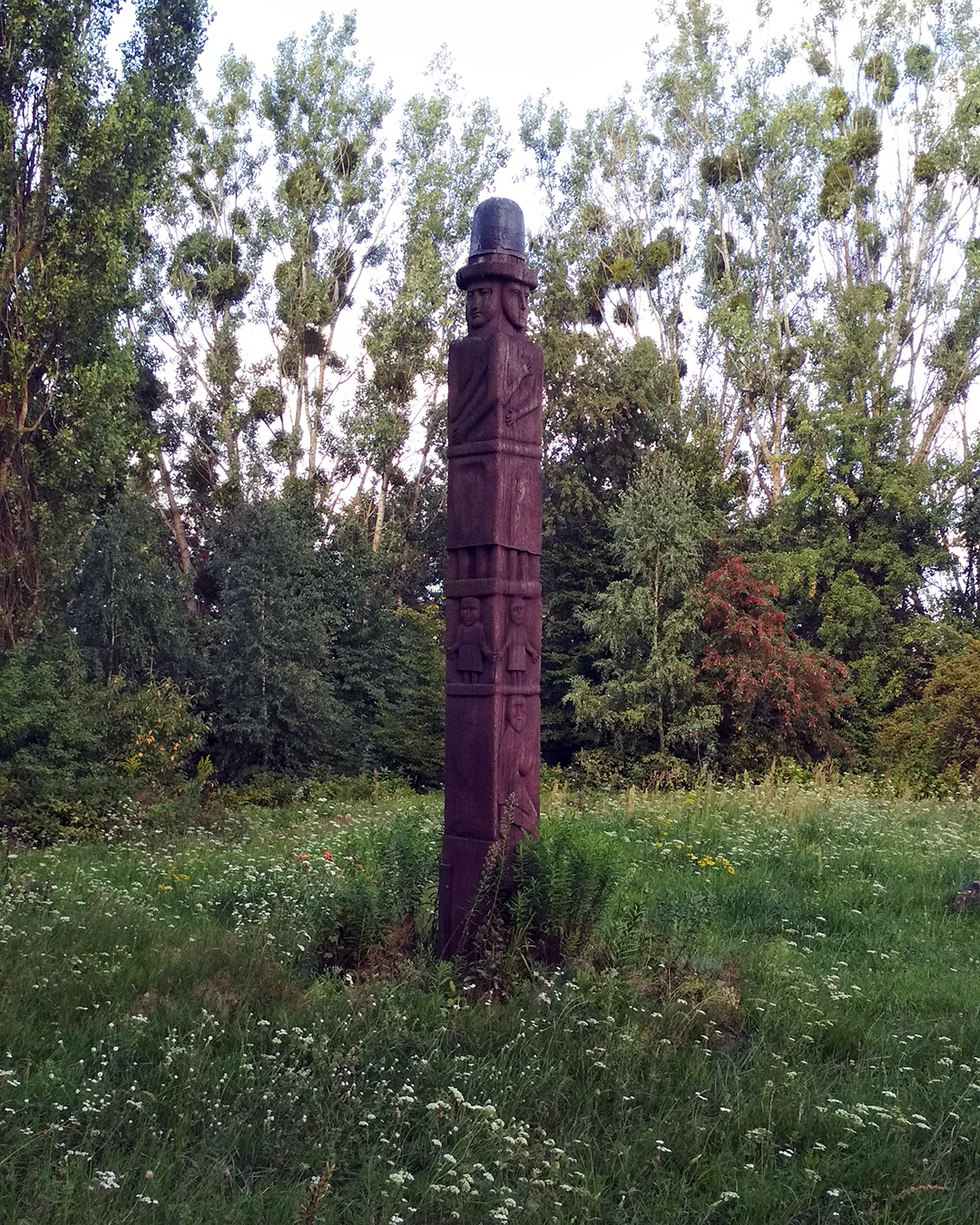
Репліка ідола Святовита

## Додаткова література
- Гордієнко Н. Тридцять років — на музейній ниві / Н. Гордієнко // Волинь нова. — 2007. — 23 жовт. — С. 5. Данилюк А. Музей просто неба в Рокинях / А. Данилюк // Берегиня . — 2001. — No 4. — С. 65–68
- Каднічанський Д. Використання історико-культурної спадщини України у туризмі на прикладі скансенів / Д. Каднічанський // Краєзнавство. — 2012. — № 1. — С. 128—138.
- Середюк О. Доки живу — будуватиму: (спогади про створення Музею історії сіл. госп. Волині — скансену) / О. Середюк // Волинський музей: історія і сучасність: матеріали III Всеукр. наук.-практ. конф., присвяч. 75-річчю Волин. краєзн. музею та 55-річчю Колодяжнен. літ.-мемор. музею Лесі Українки. — Луцьк, 2004. — С. 120—123.
- Середюк О. М. Скарбниця історії Волині: іст.-краєзн. нарис про нар. музей історії сіл. господарства Волині / О. М. Середюк. — Луцьк: Настир'я, 1998. — 124 с. : іл.
- Рокині — Рукині (Руки, що творять), — Луцьк, ВАТ «Волинська обласна друкарня», 2009, — С.252—286.